# Annemarie Pawlik

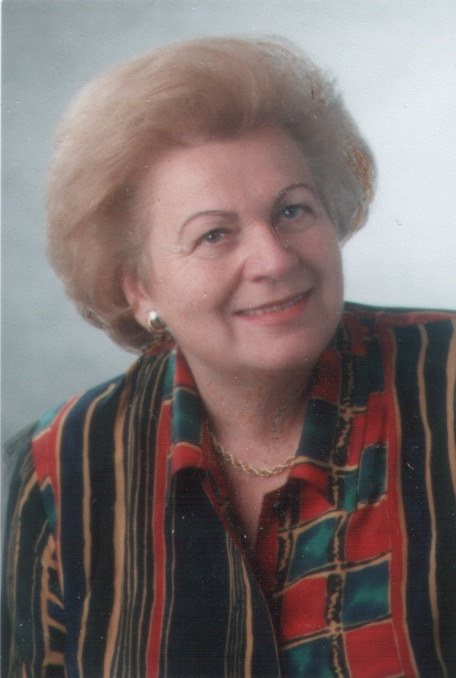
Annemarie Pawlik

Annemarie Pawlik (* 1. Juni 1938 in Wolfsberg; † 9. Mai 2019 in Klagenfurt am Wörthersee) war eine österreichische Politikerin (SPÖ). Sie war 1990 Abgeordnete zum Nationalrat.

## Biographie
Pawlik absolvierte nach der Pflichtschule in Wolfsberg eine kaufmännische Lehre und war von 1956 bis 1960 als Verkäuferin bzw. Handelsangestellte tätig. Schon während ihrer Lehrzeit begann sie sich in der Gewerkschaft der Privatangestellten und der sozialdemokratischen Partei zu engagieren. Dort lernte sie ihren Mann Hans Pawlik, vormals Landespolitiker und ÖGB-Gewerkschaftsfunktionär, kennen. Mit ihm war sie seit 1960 verheiratet und Mutter zweier Kinder. Sie wurde am Friedhof Annabichl
bestattet.

## Politischer Werdegang
Von 1979 bis 1990 gehörte sie dem Gemeinderat von Klagenfurt an. 1990 war sie Abgeordnete des Nationalrates (XVII. Gesetzgebungsperiode). Das Amt einer (amtsführenden) Stadträtin der Landeshauptstadt Klagenfurt für Wohnungsvergabe, Soziales und Familie übte sie 1991 bis 1997 aus. Pawlik war in dieser Zeit zudem stellvertretende Bezirksfrauenvorsitzende der SPÖ Klagenfurt-Stadt. Anschließend, von 1997 bis 2004 führte Annemarie Pawlik ehrenamtlich als Landesvorsitzende den „Kärntner Pensionistenverband“ (40.000 Mitglieder). Daneben war sie langjähriges Vorstandsmitglied der „Volkshilfe Klagenfurt“ und Mitglied des Aufsichtsrates der Genossenschaft „OKAY Team“.

## Ehrungen
2004 erhielt sie in Anerkennung ihrer besonderen Verdienste um das Land Kärnten von der Kärntner Landesregierung den Orden „Großes Goldenes Ehrenzeichen des Landes“ verliehen. Außerdem war Annemarie Pawlik Trägerin der Rochdale-Medaille des österreichischen Konsumverbandes und seit dem 15. November 2013 Trägerin der höchsten Auszeichnung, welche die SPÖ zu vergeben hat, der Viktor-Adler-Plakette.